# Леванидовы
Леванидовы — дворянский род.
Фамилии Леванидовых многие Российскому Престолу служили дворянские службы, и жалованы были от Государей в 1673 и других годах поместьями.

## Описание герба
В щите разделённом диагональной чертой изображена в верхнем правом голубом поле серебряная Луна, рогами вверх обращённая. В нижнем левом красном поле белый Орёл с распростёртыми крыльями, стоящий на
положенных крестообразно Луке и Колчане означенных золотом, со Стрелами.
Щит увенчан дворянскими шлемом и короной. Намёт на щите красный и голубой, подложенный серебром. Герб рода Леванидовых внесён в Часть 2 Общего гербовника дворянских родов Всероссийской империи, стр. 125.